# Filoraba phallica
Filoraba phallica är en insektsart som beskrevs av Kenneth Hedley Lewis Key 1976. Filoraba phallica ingår i släktet Filoraba och familjen Morabidae. Inga underarter finns listade i Catalogue of Life.